# غور (عمارة)

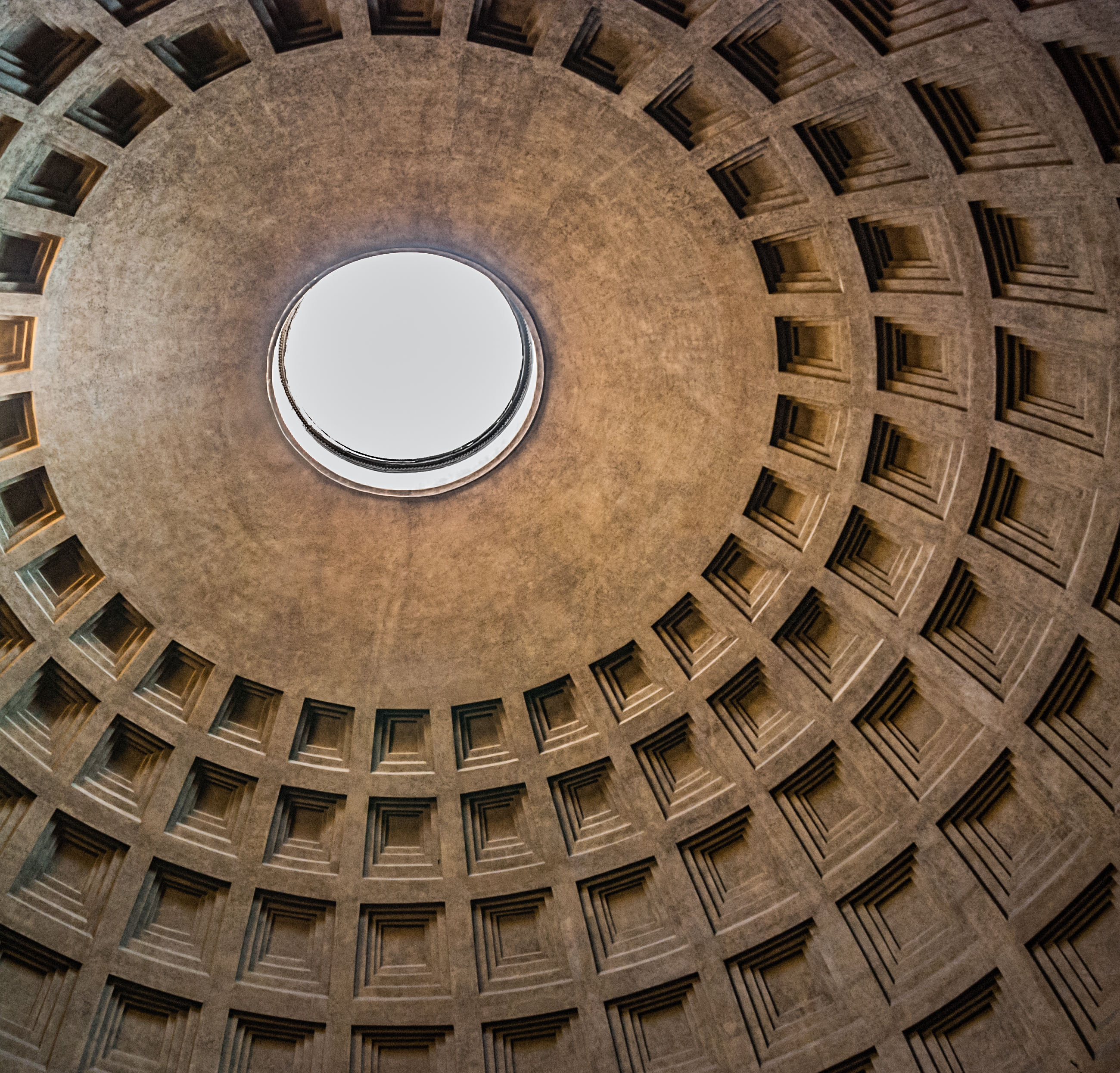
زخرف غائر في سقف البانثيون (روما).

الغَوْر (بالإنجليزية: Coffer or coffering)‏ في العمارة، هي سلسلةٌ من الألواح الغائرة مربعةً كانت أم مستطيلةً أو مثمنةً في سقف أو في قبو.

## معرض صور

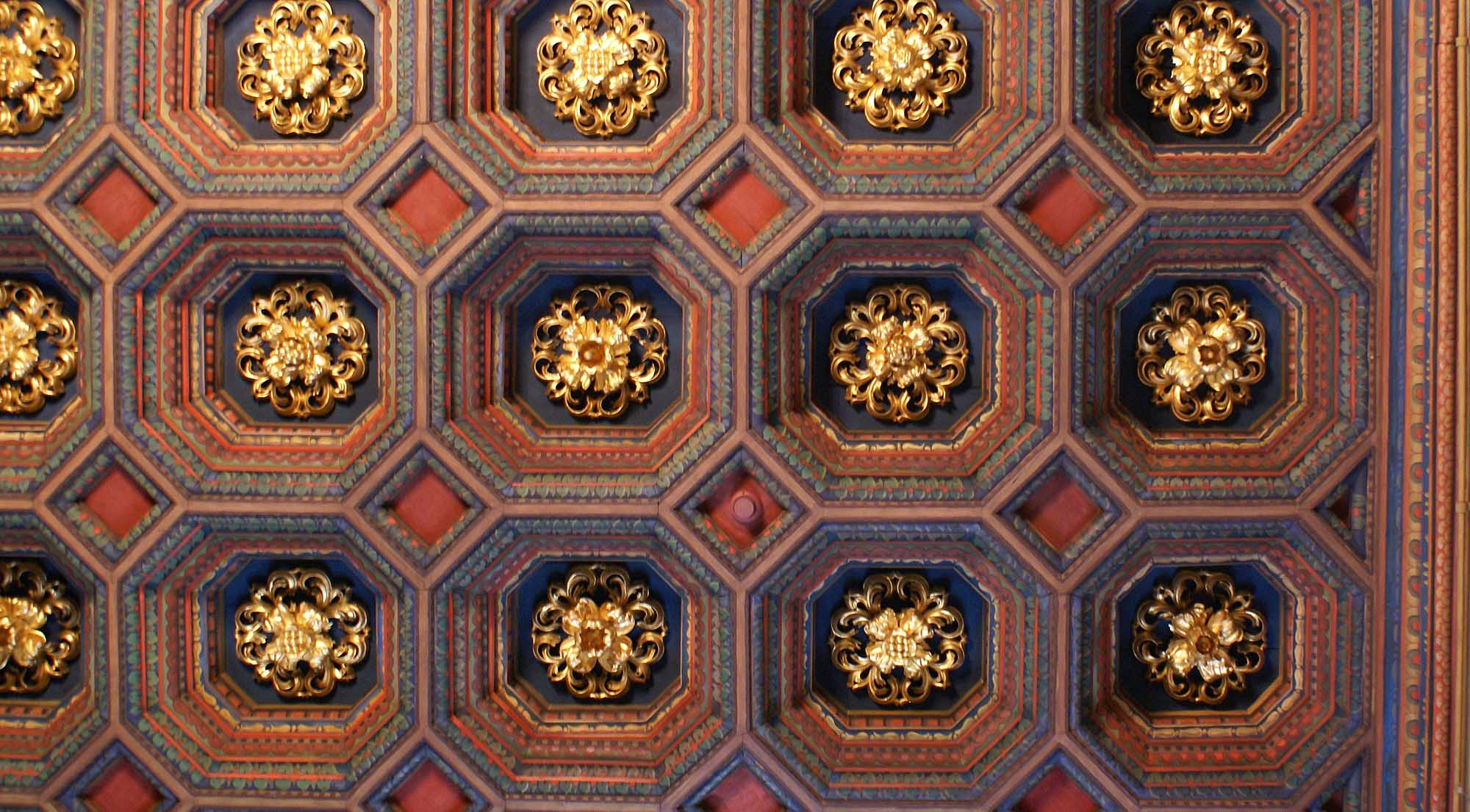
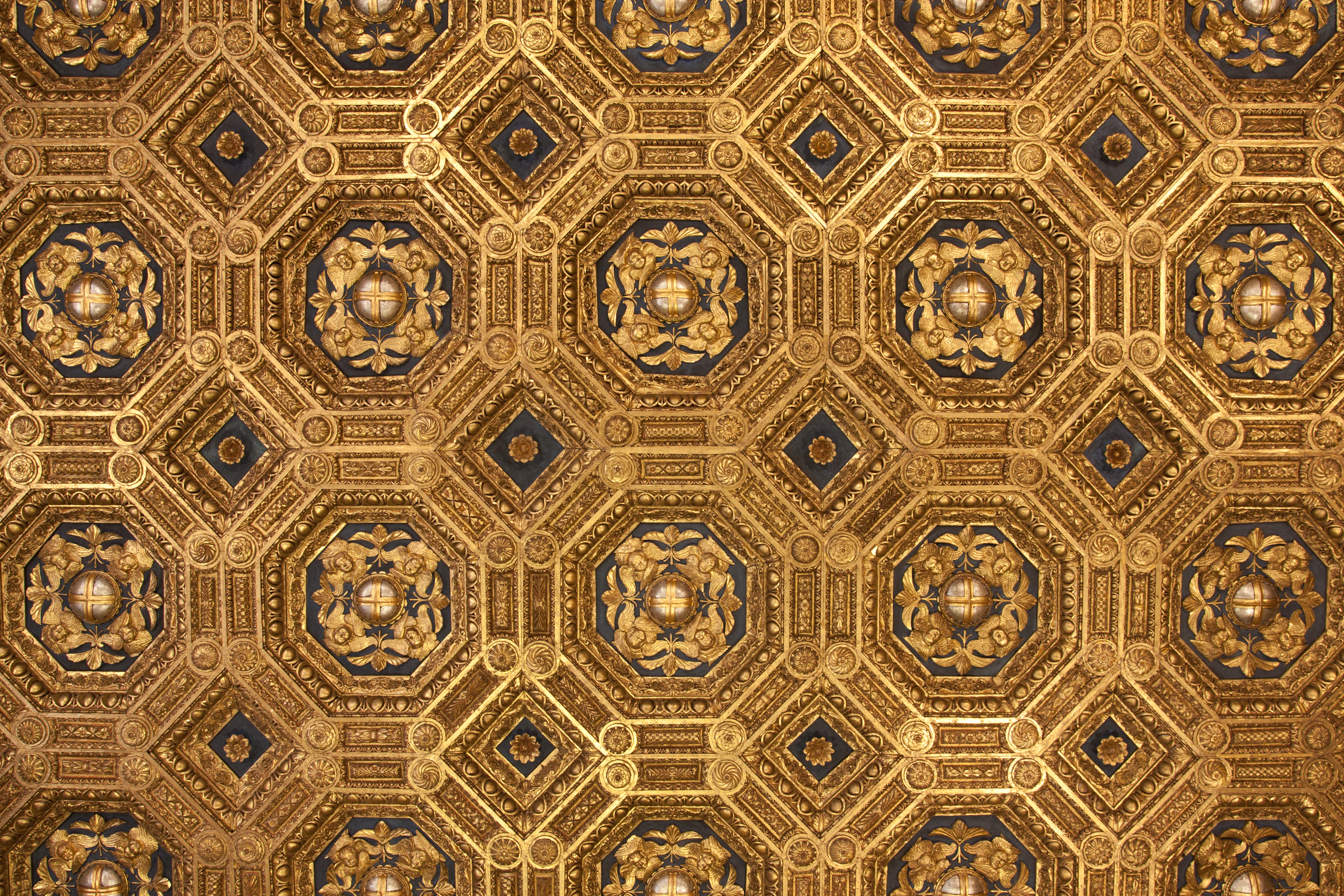
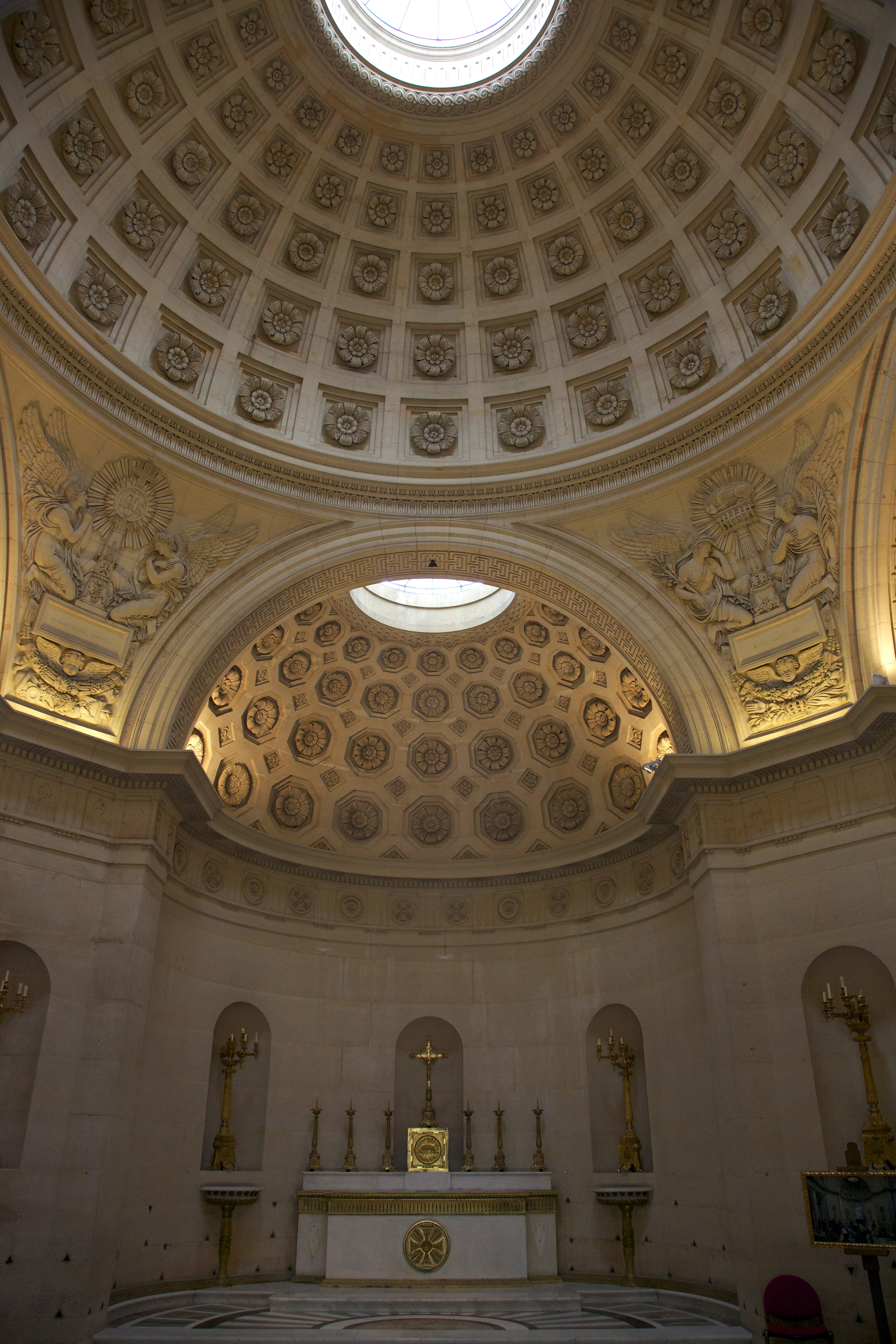
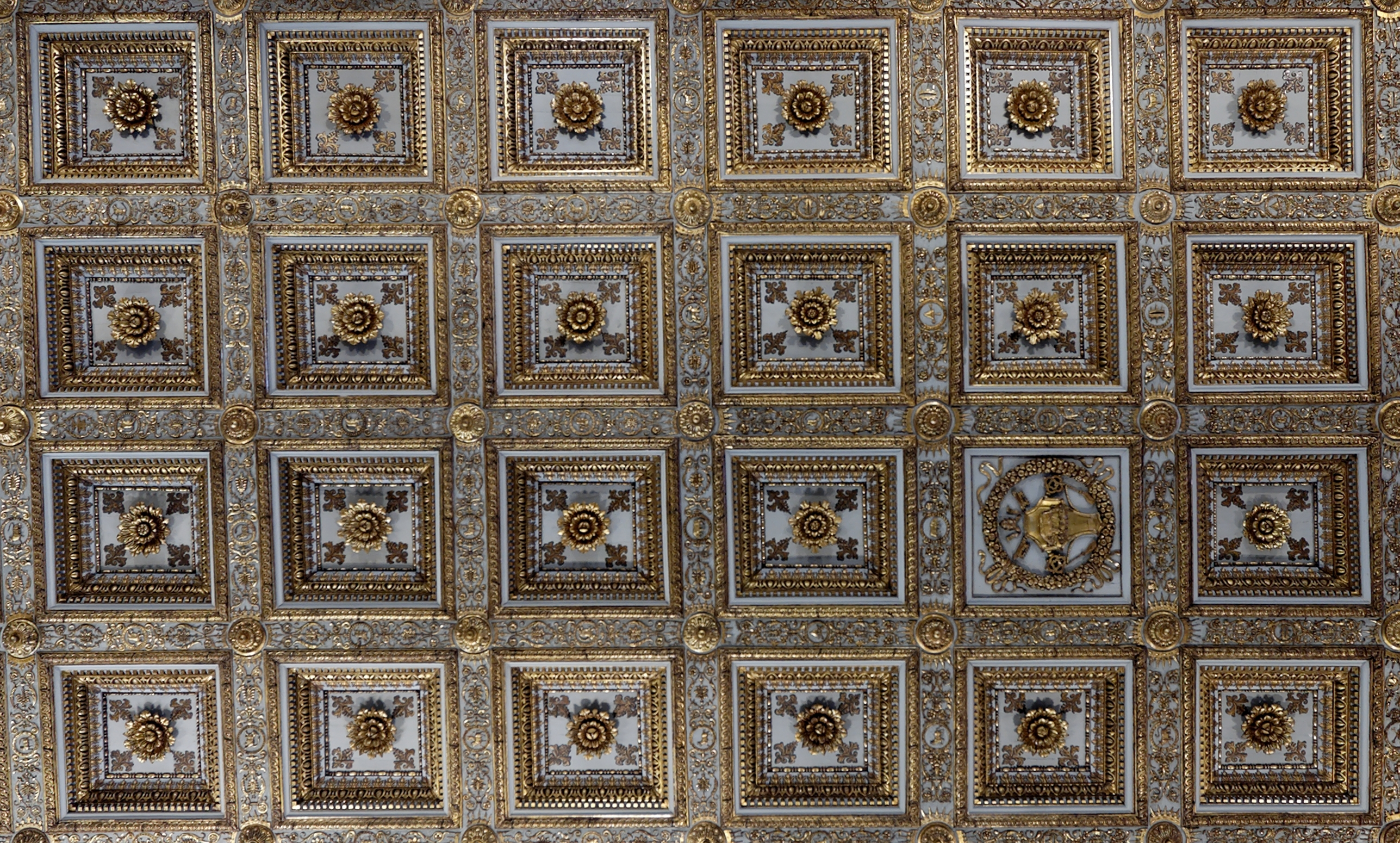
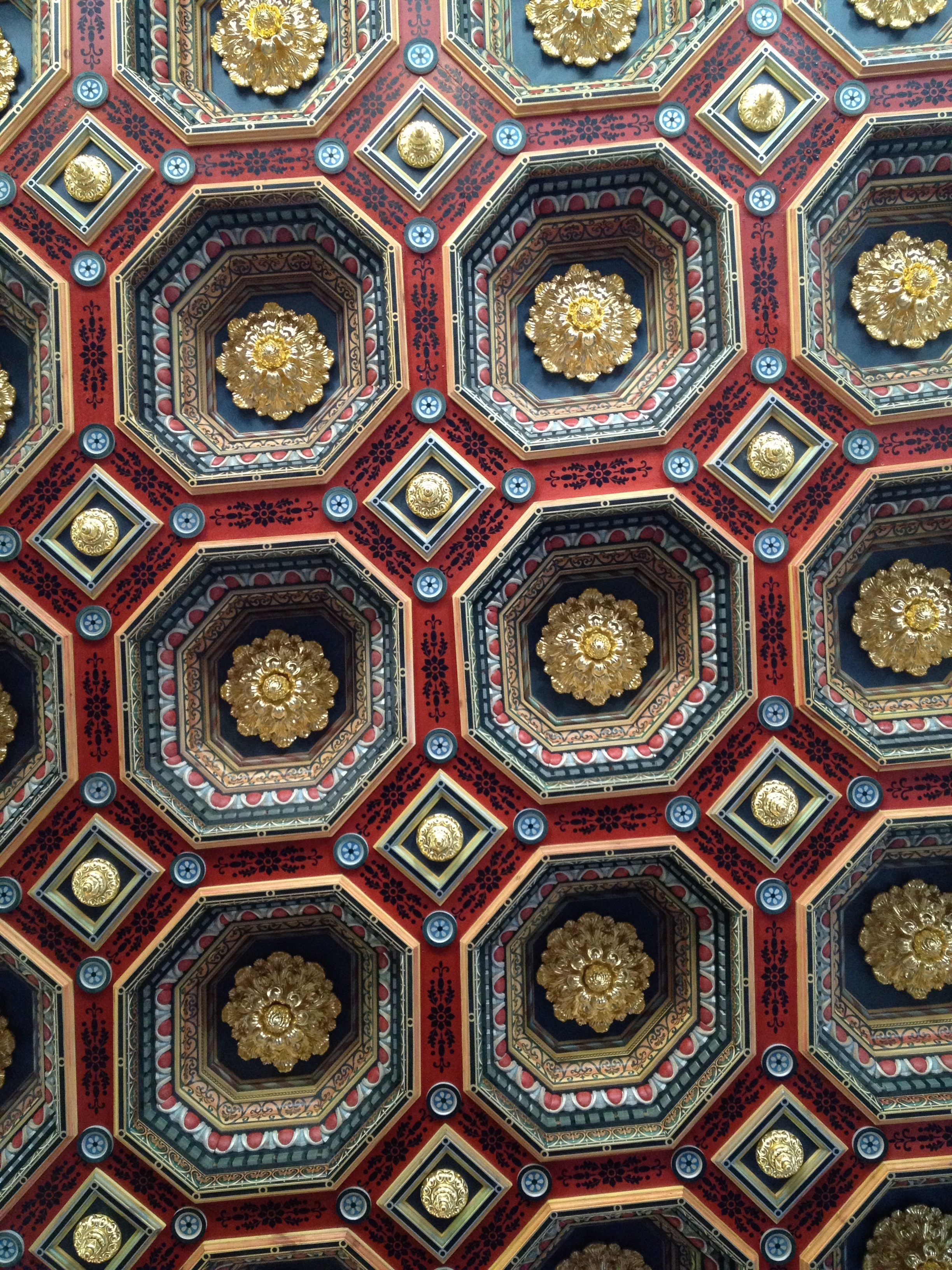
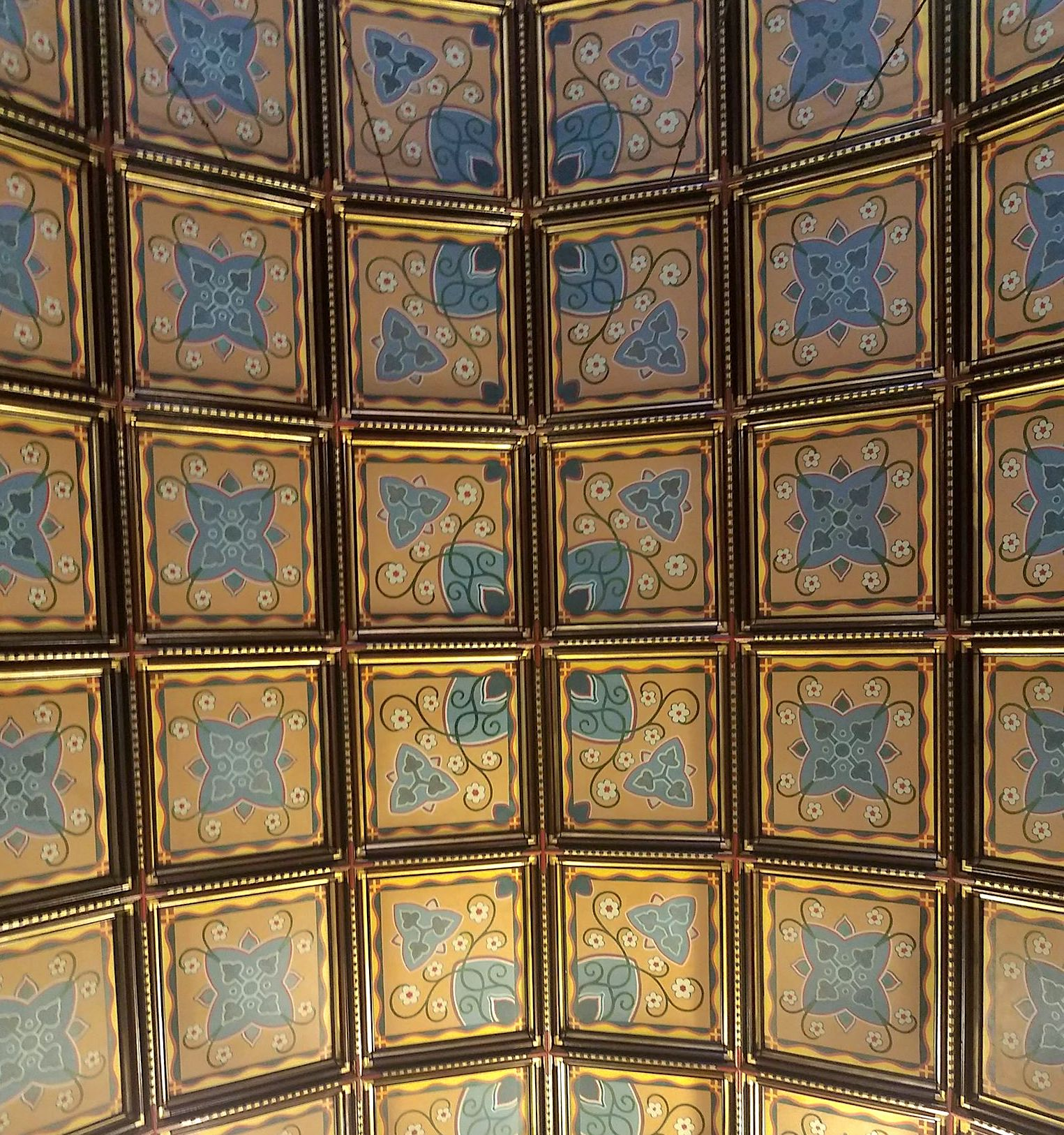
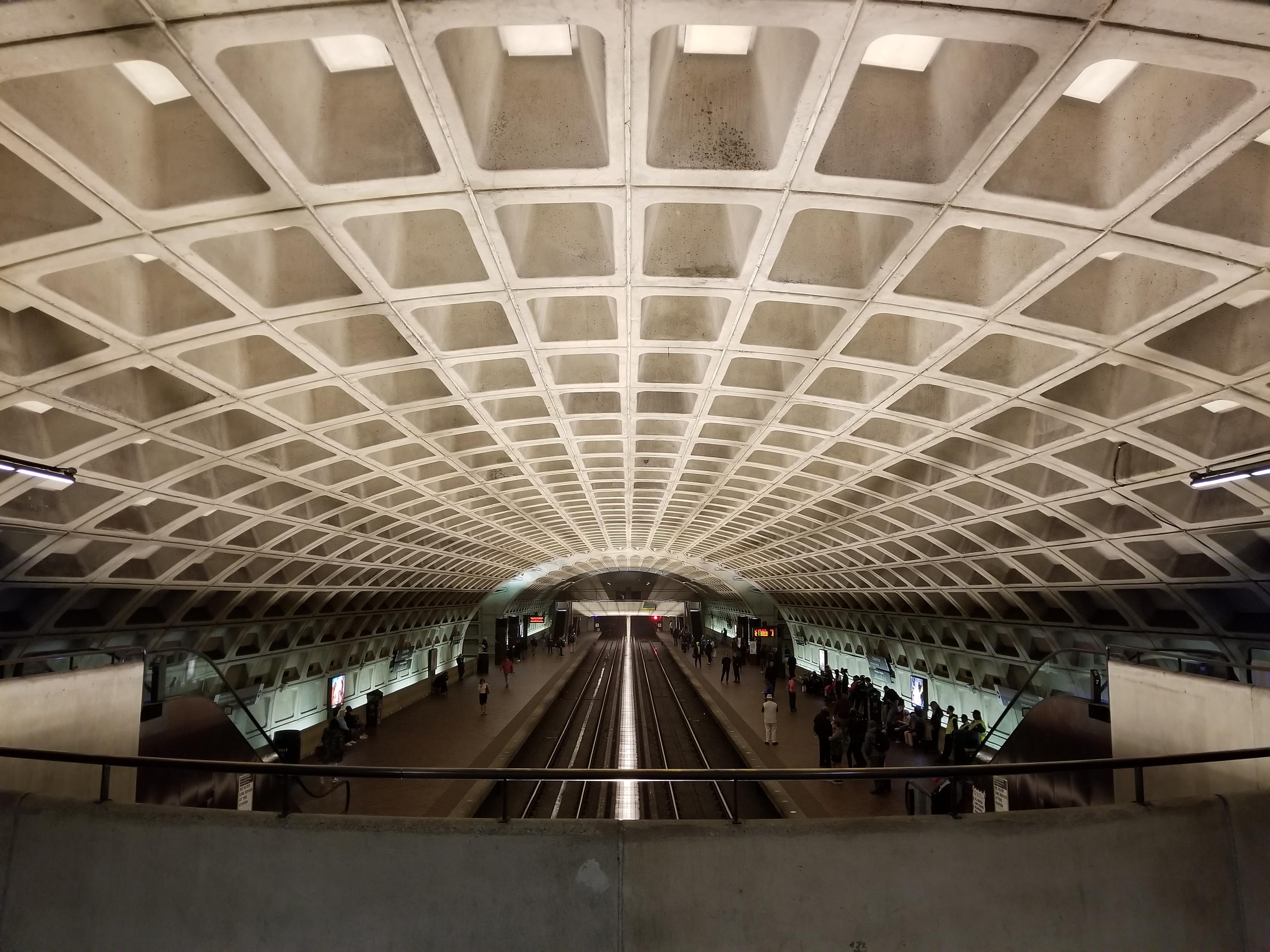